# السيد كلاين
السيد كلاين هو فيلم من نوع دراما أُصدر في 1976. الفيلم من إخراج جوزيف لوزي، أما السيناريو فكان من كتابة Franco Solinas ‏.

## القصة
تقع أحداث الفيلم في باريس. وقصة الفيلم الرئيسية حول الحرب العالمية الثانية والهولوكوست.

## طاقم التمثيل
- جين مورو
- ألان ديلون
- Étienne Chicot [الإنجليزية]‏
- فرانسين بيرج [الإنجليزية]‏
- جين بويز [الإنجليزية]‏
- بيير الورنيه
- مايكل لونسديل
- Michel Aumont [الإنجليزية]‏
- Louis Seigner [الإنجليزية]‏
- جولييت بيرتو
- Suzanne Flon [الإنجليزية]‏
- Massimo Girotti [الإنجليزية]‏

## الإنتاج
موسيقى الفيلم التصويرية كانت من تأليف Egisto Macchi ‏.

## وصلات خارجية
- السيد كلاين على موقع IMDb (الإنجليزية)
- السيد كلاين على موقع نتفليكس (الإنجليزية)
- السيد كلاين على موقع ألو سيني (الفرنسية)
- السيد كلاين على موقع Turner Classic Movies (الإنجليزية)
- السيد كلاين على موقع أول موفي (الإنجليزية)
- السيد كلاين على موقع فيلمافينيتي (الإسبانية)
- السيد كلاين على موقع قاعدة بيانات الأفلام السويدية (السويدية)
- السيد كلاين على موقع قاعدة بيانات الفيلم (الإنجليزية)
- السيد كلاين على موقع ليتربوكسد (الإنجليزية)
- السيد كلاين على موقع كينوبويسك (الروسية)